# Levanger Fotballklubb 2018
Questa voce raccoglie le informazioni riguardanti il Levanger Fotballklubb nelle competizioni ufficiali della stagione 2018.

## Stagione
A seguito del 7º posto arrivato nel campionato 2017, nella stagione 2018 il Levanger avrebbe partecipato alla 1. divisjon ed al Norgesmesterskapet. Il 10 novembre 2017, Roger Naustan è stato presentato come nuovo allenatore della squadra. Il 20 dicembre sono stati compilati i calendari per la 1. divisjon: alla 1ª giornata, il Levanger avrebbe fatto visita al Notodden, all'Idrettsparken.
Il 7 marzo 2018, Espen Hammer Berger è stato nominato nuovo capitano della squadra.

## Rosa
| N. |                     | Ruolo | Calciatore          |
| -- | ------------------- | ----- | ------------------- |
| 1  | Norvegia (bandiera) | P     | Julian Faye Lund    |
| 2  | Svezia (bandiera)   | D     | Viktor Ljung        |
| 3  | Norvegia (bandiera) | D     | Tom Erik Nordberg   |
| 4  | Svezia (bandiera)   | D     | Andreas Wrele       |
| 5  | Norvegia (bandiera) | D     | Pål Aamodt          |
| 6  | Norvegia (bandiera) | D     | Martin Ove Roseth   |
| 7  | Svezia (bandiera)   | C     | Andreas Peterson    |
| 8  | Norvegia (bandiera) | C     | Vegard Voll         |
| 9  | Svezia (bandiera)   | A     | Ermal Hajdari       |
| 10 | Norvegia (bandiera) | A     | Jo Sondre Aas       |
| 12 | Norvegia (bandiera) | P     | Jonatan Byttingsvik |
| 13 | Norvegia (bandiera) | A     | Robert Stene        |
| 15 | Norvegia (bandiera) | C     | Håvard Lorentsen    |

| N. |                      | Ruolo | Calciatore                |
| -- | -------------------- | ----- | ------------------------- |
| 17 | Finlandia (bandiera) | D     | Hampus Holmgren           |
| 19 | Nigeria (bandiera)   | C     | Igoh Ogbu                 |
| 19 | Norvegia (bandiera)  | D     | Espen Hammer Berger       |
| 21 | Finlandia (bandiera) | C     | Solomon Duah              |
| 22 | Norvegia (bandiera)  | C     | Horenus Tadesse           |
| 23 | Spagna (bandiera)    | C     | Adrià Mateo López         |
| 24 | Norvegia (bandiera)  | C     | Andreas Lykke Strand      |
| 26 | Norvegia (bandiera)  | C     | Heike Lie Konradsen       |
| 27 | Norvegia (bandiera)  | A     | Andreas Hegdahl Gundersen |
| 28 | Norvegia (bandiera)  | D     | Jonathan Lein Valberg     |
| –– | Norvegia (bandiera)  | D     | Joakim Bjerkås            |
| –– | Norvegia (bandiera)  | C     | Simen Raaen Sandmæl       |
| –– | Danimarca (bandiera) | A     | Kasper Nissen             |

## Calciomercato

### Sessione invernale(dal 12/01 al 04/04)
| Arrivi | Arrivi              | Arrivi    | Arrivi     |
| R.     | Nome                | da        | Modalità   |
| ------ | ------------------- | --------- | ---------- |
| P      | Jonatan Byttingsvik | Molde     | definitivo |
| P      | Julian Faye Lund    | Rosenborg | prestito   |
| D      | Hampus Holmgren     |           | svincolato |
| D      | Viktor Ljung        |           | svincolato |
| D      | Martin Ove Roseth   | Molde     | prestito   |
| C      | Solomon Duah        |           | svincolato |
| C      | Håvard Lorentsen    | Steinkjer | definitivo |
| C      | Igoh Ogbu           | Rosenborg | prestito   |
| C      | Andreas Peterson    |           | svincolato |
| A      | Ermal Hajdari       |           | svincolato |

| Partenze         | Partenze            | Partenze        | Partenze      |
| R.               | Nome                | a               | Modalità      |
| ---------------- | ------------------- | --------------- | ------------- |
| P                | Emil Ødegaard       | Lillestrøm      | fine prestito |
| P                | Ola Rygg            | Verdal          | definitivo    |
| D                | Espen Hammer Berger | Start           | definitivo    |
| D                | Per Verner Rønning  |                 | ritiro        |
| D                | Erik Tønne          |                 | svincolato    |
| C                | Marcus Astvald      |                 | svincolato    |
| C                | Bent Sørmo          | Kristiansund BK | definitivo    |
| C                | Joakim Wrele        |                 | svincolato    |
| A                | Kim Robert Nyborg   |                 | svincolato    |
| A                | Joachim Osvold      |                 | svincolato    |
| Altre operazioni |                     |                 |               |
| R.               | Nome                | da              | Modalità      |
| P                | Julian Faye Lund    | Rosenborg       | fine prestito |

### Sessione estiva(dal 19/07 al 15/08)
| Arrivi | Arrivi              | Arrivi          | Arrivi     |
| R.     | Nome                | da              | Modalità   |
| ------ | ------------------- | --------------- | ---------- |
| D      | Joakim Bjerkås      | Kristiansund BK | prestito   |
| C      | Simen Raaen Sandmæl | Ranheim         | definitivo |
| A      | Kasper Nissen       | Sogndal         | prestito   |

| Partenze | Partenze    | Partenze        | Partenze   |
| R.       | Nome        | a               | Modalità   |
| -------- | ----------- | --------------- | ---------- |
| C        | Vegard Voll | Stjørdals-Blink | definitivo |

## Risultati

### 1. divisjon

#### Girone di andata
| Arbitro: | Hauge (Bergen) |

|                |           |           |
| Midtgarden 67’ | Marcatori | 45’ Wrele |

| Arbitro: | Haugen (Rælingen) |

|             |           |                           |
| Nordberg 6’ | Marcatori | 42’ Nenass 50’ Þrándarson |

## Statistiche

### Statistiche di squadra
| Competizione       | Punti | In casa | In casa | In casa | In casa | In casa | In casa | In trasferta | In trasferta | In trasferta | In trasferta | In trasferta | In trasferta | Totale | Totale | Totale | Totale | Totale | Totale | DR |
| Competizione       | Punti | G       | V       | N       | P       | Gf      | Gs      | G            | V            | N            | P            | Gf           | Gs           | G      | V      | N      | P      | Gf     | Gs     | DR |
| ------------------ | ----- | ------- | ------- | ------- | ------- | ------- | ------- | ------------ | ------------ | ------------ | ------------ | ------------ | ------------ | ------ | ------ | ------ | ------ | ------ | ------ | -- |
| 1. divisjon        | 0     | 0       | 0       | 0       | 0       | 0       | 0       | 0            | 0            | 0            | 0            | 0            | 0            | 0      | 0      | 0      | 0      | 0      | 0      | 0  |
| Norgesmesterskapet | -     | 0       | 0       | 0       | 0       | 0       | 0       | 0            | 0            | 0            | 0            | 0            | 0            | 0      | 0      | 0      | 0      | 0      | 0      | 0  |
| Totale             | -     | 0       | 0       | 0       | 0       | 0       | 0       | 0            | 0            | 0            | 0            | 0            | 0            | 0      | 0      | 0      | 0      | 0      | 0      | 0  |

### Andamento in campionato
| Giornata  | 1 | 2 | 3 | 4 | 5 | 6 | 7 | 8 | 9 | 10 | 11 | 12 | 13 | 14 | 15 | 16 | 17 | 18 | 19 | 20 | 21 | 22 | 23 | 24 | 25 | 26 | 27 | 28 | 29 | 30 |
| --------- | - | - | - | - | - | - | - | - | - | -- | -- | -- | -- | -- | -- | -- | -- | -- | -- | -- | -- | -- | -- | -- | -- | -- | -- | -- | -- | -- |
| Luogo     | T | C | T | T | C | T | C | T | C | T  | C  | T  | C  | T  | C  | T  | C  | T  | C  | T  | C  | T  | C  | T  | C  | T  | C  | C  | T  | C  |
| Risultato | N | P |   |   |   |   |   |   |   |    |    |    |    |    |    |    |    |    |    |    |    |    |    |    |    |    |    |    |    |    |
| Posizione |   |   |   |   |   |   |   |   |   |    |    |    |    |    |    |    |    |    |    |    |    |    |    |    |    |    |    |    |    |    |

Fonte:  OBOS-ligaen 2018, su altomfotball.no, Altomfotball.
Legenda:

Luogo: C = Casa; T = Trasferta. Risultato: V = Vittoria; N = Pareggio; P = Sconfitta.

### Statistiche dei giocatori
| Giocatore            | 1. divisjon | 1. divisjon | 1. divisjon | 1. divisjon | Norgesmesterskapet | Norgesmesterskapet | Norgesmesterskapet | Norgesmesterskapet | Coppe europee | Coppe europee | Coppe europee | Coppe europee | Altre coppe | Altre coppe | Altre coppe | Altre coppe | Totale   | Totale | Totale      | Totale     |
| Giocatore            | Presenze    | Reti        | Ammonizioni | Espulsioni  | Presenze           | Reti               | Ammonizioni        | Espulsioni         | Presenze      | Reti          | Ammonizioni   | Espulsioni    | Presenze    | Reti        | Ammonizioni | Espulsioni  | Presenze | Reti   | Ammonizioni | Espulsioni |
| -------------------- | ----------- | ----------- | ----------- | ----------- | ------------------ | ------------------ | ------------------ | ------------------ | ------------- | ------------- | ------------- | ------------- | ----------- | ----------- | ----------- | ----------- | -------- | ------ | ----------- | ---------- |
| J. Aas               | 0           | 0           | 0           | 0           | 0                  | 0                  | 0                  | 0                  |               |               |               |               |             |             |             |             | 0        | 0      | 0           | 0          |
| P. Aamodt            | 0           | 0           | 0           | 0           | 0                  | 0                  | 0                  | 0                  |               |               |               |               |             |             |             |             | 0        | 0      | 0           | 0          |
| J. Bjerkås           | 0           | 0           | 0           | 0           | -                  | -                  | -                  | -                  |               |               |               |               |             |             |             |             | 0        | 0      | 0           | 0          |
| J. Byttingsvik       | 0           | -0          | 0           | 0           | 0                  | -0                 | 0                  | 0                  |               |               |               |               |             |             |             |             | 0        | 0      | 0           | 0          |
| S. Duah              | 0           | 0           | 0           | 0           | 0                  | 0                  | 0                  | 0                  |               |               |               |               |             |             |             |             | 0        | 0      | 0           | 0          |
| J. Faye Lund         | 0           | -0          | 0           | 0           | 0                  | -0                 | 0                  | 0                  |               |               |               |               |             |             |             |             | 0        | 0      | 0           | 0          |
| E. Hajdari           | 0           | 0           | 0           | 0           | 0                  | 0                  | 0                  | 0                  |               |               |               |               |             |             |             |             | 0        | 0      | 0           | 0          |
| E. Hammer Berger     | 0           | 0           | 0           | 0           | 0                  | 0                  | 0                  | 0                  |               |               |               |               |             |             |             |             | 0        | 0      | 0           | 0          |
| A. Hegdahl Gundersen | 0           | 0           | 0           | 0           | 0                  | 0                  | 0                  | 0                  |               |               |               |               |             |             |             |             | 0        | 0      | 0           | 0          |
| H. Holmgren          | 0           | 0           | 0           | 0           | 0                  | 0                  | 0                  | 0                  |               |               |               |               |             |             |             |             | 0        | 0      | 0           | 0          |
| J. Lein Valberg Lein | 0           | 0           | 0           | 0           | 0                  | 0                  | 0                  | 0                  |               |               |               |               |             |             |             |             | 0        | 0      | 0           | 0          |
| H. Lie Konradsen     | 0           | 0           | 0           | 0           | 0                  | 0                  | 0                  | 0                  |               |               |               |               |             |             |             |             | 0        | 0      | 0           | 0          |
| V. Ljung             | 0           | 0           | 0           | 0           | 0                  | 0                  | 0                  | 0                  |               |               |               |               |             |             |             |             | 0        | 0      | 0           | 0          |
| A. López             | 0           | 0           | 0           | 0           | 0                  | 0                  | 0                  | 0                  |               |               |               |               |             |             |             |             | 0        | 0      | 0           | 0          |
| H. Lorentsen         | 0           | 0           | 0           | 0           | 0                  | 0                  | 0                  | 0                  |               |               |               |               |             |             |             |             | 0        | 0      | 0           | 0          |
| A. Lykke Strand      | 0           | 0           | 0           | 0           | 0                  | 0                  | 0                  | 0                  |               |               |               |               |             |             |             |             | 0        | 0      | 0           | 0          |
| K. Nissen            | 0           | 0           | 0           | 0           | -                  | -                  | -                  | -                  |               |               |               |               |             |             |             |             | 0        | 0      | 0           | 0          |
| T. Nordberg          | 0           | 0           | 0           | 0           | 0                  | 0                  | 0                  | 0                  |               |               |               |               |             |             |             |             | 0        | 0      | 0           | 0          |
| I. Ogbu              | 0           | 0           | 0           | 0           | 0                  | 0                  | 0                  | 0                  |               |               |               |               |             |             |             |             | 0        | 0      | 0           | 0          |
| A. Peterson          | 0           | 0           | 0           | 0           | 0                  | 0                  | 0                  | 0                  |               |               |               |               |             |             |             |             | 0        | 0      | 0           | 0          |
| S. Raaen Sandmæl     | 0           | 0           | 0           | 0           | -                  | -                  | -                  | -                  |               |               |               |               |             |             |             |             | 0        | 0      | 0           | 0          |
| M. Roseth            | 0           | 0           | 0           | 0           | 0                  | 0                  | 0                  | 0                  |               |               |               |               |             |             |             |             | 0        | 0      | 0           | 0          |
| R. Stene             | 0           | 0           | 0           | 0           | 0                  | 0                  | 0                  | 0                  |               |               |               |               |             |             |             |             | 0        | 0      | 0           | 0          |
| H. Tadesse           | 0           | 0           | 0           | 0           | 0                  | 0                  | 0                  | 0                  |               |               |               |               |             |             |             |             | 0        | 0      | 0           | 0          |
| V. Voll              | 0           | 0           | 0           | 0           | 0                  | 0                  | 0                  | 0                  |               |               |               |               |             |             |             |             | 0        | 0      | 0           | 0          |
| A. Wrele             | 0           | 0           | 0           | 0           | 0                  | 0                  | 0                  | 0                  |               |               |               |               |             |             |             |             | 0        | 0      | 0           | 0          |